# 24199 Tsarevsky
24199 Tsarevsky è un asteroide della fascia principale. Scoperto nel 1999, presenta un'orbita caratterizzata da un semiasse maggiore pari a 3,1465990 UA e da un'eccentricità di 0,1177243, inclinata di 4,75834° rispetto all'eclittica.